# パンアメリカン航空006便不時着水事故
パンアメリカン航空006便不時着水事故（パンアメリカンこうくう006びんふじちゃくすいじこ、Pan Am Flight 006）は、1956年10月16日、パンアメリカン航空のボーイング 377 ストラトクルーザー旅客機が太平洋に不時着水した航空事故である。
不時着水から救助までの一部始終が映像に収められたため、後にトラブルの対処や救助などが航空業界の手本とされたという。

## 事故の概要

### エンジントラブル発生

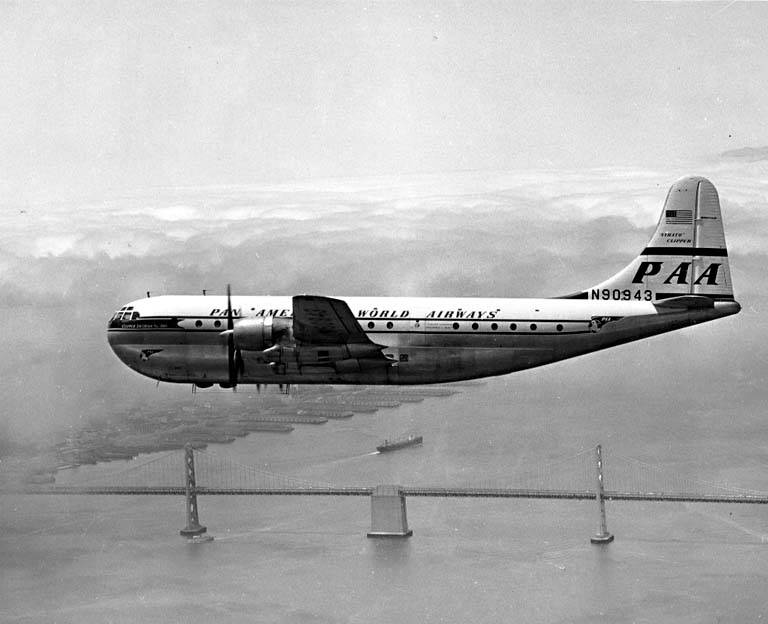
事故機（N90943）

当時パンアメリカン航空006便は、アメリカ合衆国ペンシルベニア州フィラデルフィアを出発しヨーロッパ、アジア、太平洋の各地を経由したのちカリフォルニア州サンフランシスコに帰着する世界一周便として、定期的に運航されていた。事故機はサンフランシスコへの最後の区間を飛行するべく、1956年10月16日午後8時26分（現地時間）、ハワイのホノルル国際空港を離陸した。当日は機体記号N90943、シップネーム "Clipper Sovereign Of The Skies" で運航されており、運航乗務員4名と客室乗務員3名のほか、乗客24名が搭乗、予定ではおよそ9時間後にサンフランシスコに到着するはずであった。
006便は最初13,000フィートに上昇した後、しばらくはこの高度で巡航していた。離陸から約4時間半が経った翌午前1時02分、当初の計画通り21,000フィートへの上昇を申請。管制はこれを許可し、006便は順調に上昇した。しかし上昇完了直後の午前1時19分、突如第一エンジンが暴走し過回転を始めた。
エンジンが過回転となるとプロペラが壁のように立ちはだかって大きな空気抵抗を生じ、速度・高度が低下し、燃料消費が増える悪循環に陥る。また最悪の場合にはプロペラが強度の限界を超えて破断し、異常振動によるエンジンの崩壊から空中分解に至り、墜落する可能性がある。
操縦していた航空機関士は制御を試みたがうまくいかなかった。プロペラをフェザリングする（ピッチを最大にして抗力を最低限に保ち、速度低下を抑える）こともできず、速度が低下し続けたため、機長はやむを得ず第一エンジンへの潤滑油の供給を絶って強制停止を図る決断を下した。
結果としてピストンは焼きつき、第一エンジンを停止させることはできたものの、プロペラがウインドミル（風車状態）のままであり、抗力が増大して燃料の消費が激しくなった。巡航速度は維持できず、150ノット (280km/h) 以下にまで減速、毎分1,000フィート (5.1m/s) での降下を余儀なくされた。
少しでも降下を遅らせるため、残り三基のエンジンを稼働していたところ、今度は第四エンジンが不調となり、フルスロットルでも十分な動力を供給できなくなった。午前2時45分にはバックファイアを起こしたため、乗員はやむを得ず第四エンジンを停止、プロペラをフェザリングした。

### 不時着水

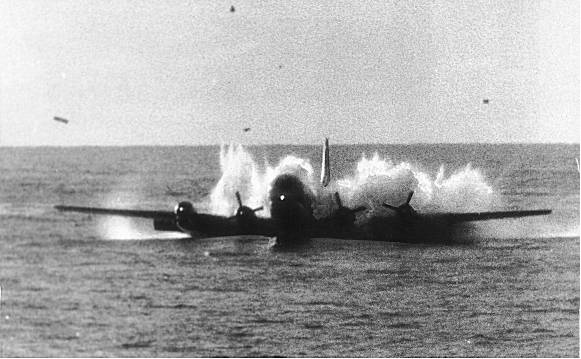
着水する006便

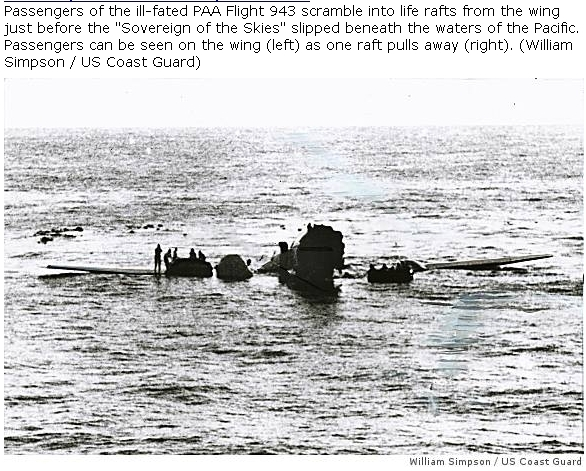
着水後に翼上に避難する乗客乗員

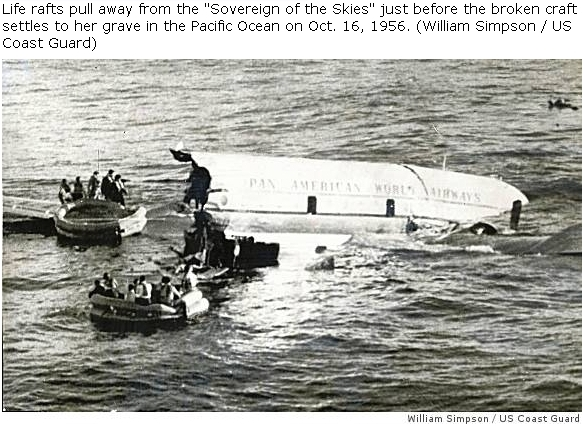
救命ボートで脱出する乗客乗員

このとき006便はハワイとアメリカ本土のほぼ中間地点にあった。増大した抗力と燃料の残量から計算したところ、サンフランシスコに向かうこともホノルルに引き返すことも不可能であることがわかった。乗員は不時着を予期し、午前1時22分、付近にあったアメリカ沿岸警備隊の気象観測船（en:Weather ship）「ノベンバー」に不時着の可能性を通報した。
1950年代当時の沿岸警備隊は、カリフォルニア・ハワイ間の海上定点に置いた気象観測船にそれぞれ警備艦（カッター）を一隻ずつ交代で配備していた。この晩「ノベンバー」の担当は「ポンチャートレイン」（en:USCGC Pontchartrain (WHEC-70)）であった。この艦には、航空機に無線標識信号や気象情報を発信したり、緊急時には救助も行う役割もあった。そこで機長は「ポンチャートレイン」のそばに不時着水することを決断した。当日の天候が比較的穏やかであったことも幸いであった。
着水時は翼面を水面と平行にすることが重要であり、また燃料を消費しておけば機体が軽くなり着水後に長く浮いていられるため、機長は夜明けを待つこととした。006便は残り二基のエンジンで同艦の上空2,000–5,000フィート (610–1,520m) を旋回し、その間着水に向けて機体の挙動を確認した。
夜が明けた午前5時40分、006便の機長は「ポンチャートレイン」に不時着水の決行を伝えた。同艦は、水面の高さが006便から見やすくなるように、理想的な進入方向を示す泡の「道」を水面に描いた。着水は午前6時15分、速度90ノット (167km/h) で行われた。
乗客はライフジャケットを装着し、機体前部の座席に身を寄せてそのときに備えていた。この措置は以前同型機が不時着水した際、衝撃で機体後部が分断される事故が発生していたためである。実際に006便の機体も分断されたが、31名の搭乗者全員が脱出に成功し、沿岸警備隊により救助された。わずかに数名の軽傷者を出したのみであった。機体は全員の救助が完了してからおよそ3分後、午前6時32分に水没した。なお、このとき貨物室に積まれていた44箱の生きたカナリアも海に沈んだ。
乗客は、2日後に沿岸警備隊の船でサンフランシスコに帰還した。
事故原因は、第一プロペラのフェザリングが不可能となる機械的故障および、第四エンジンの動力が完全に失われる機械的故障が発生したことと推定されている。エンジントラブルの原因は機体が水没したため不明だが、同型機のエンジンが過回転に陥る事態はしばしば発生しており、大型レシプロエンジンは油圧系統あるいは燃料供給に問題があったといえる。そのため当局は改修を指示した。